# Пантеллерія
Пантеллерія (італ. Pantelleria, сиц. Pantiddirìa), в давнину Айрним (фінік. 𐤉𐤓𐤍𐤌, звідси мальт. Bint l-Irjieħ, араб. بنت الرياح) або Коссура (дав.-гр. Κόσσυρα, лат. Cossura) — муніципалітет і острів в Італії, у регіоні Сицилія, провінція Трапані.
Пантеллерія розташована на відстані близько 570 км на південь від Рима, 190 км на південний захід від Палермо, 145 км на південь від Трапані.
Населення — 7743 особи (2014).

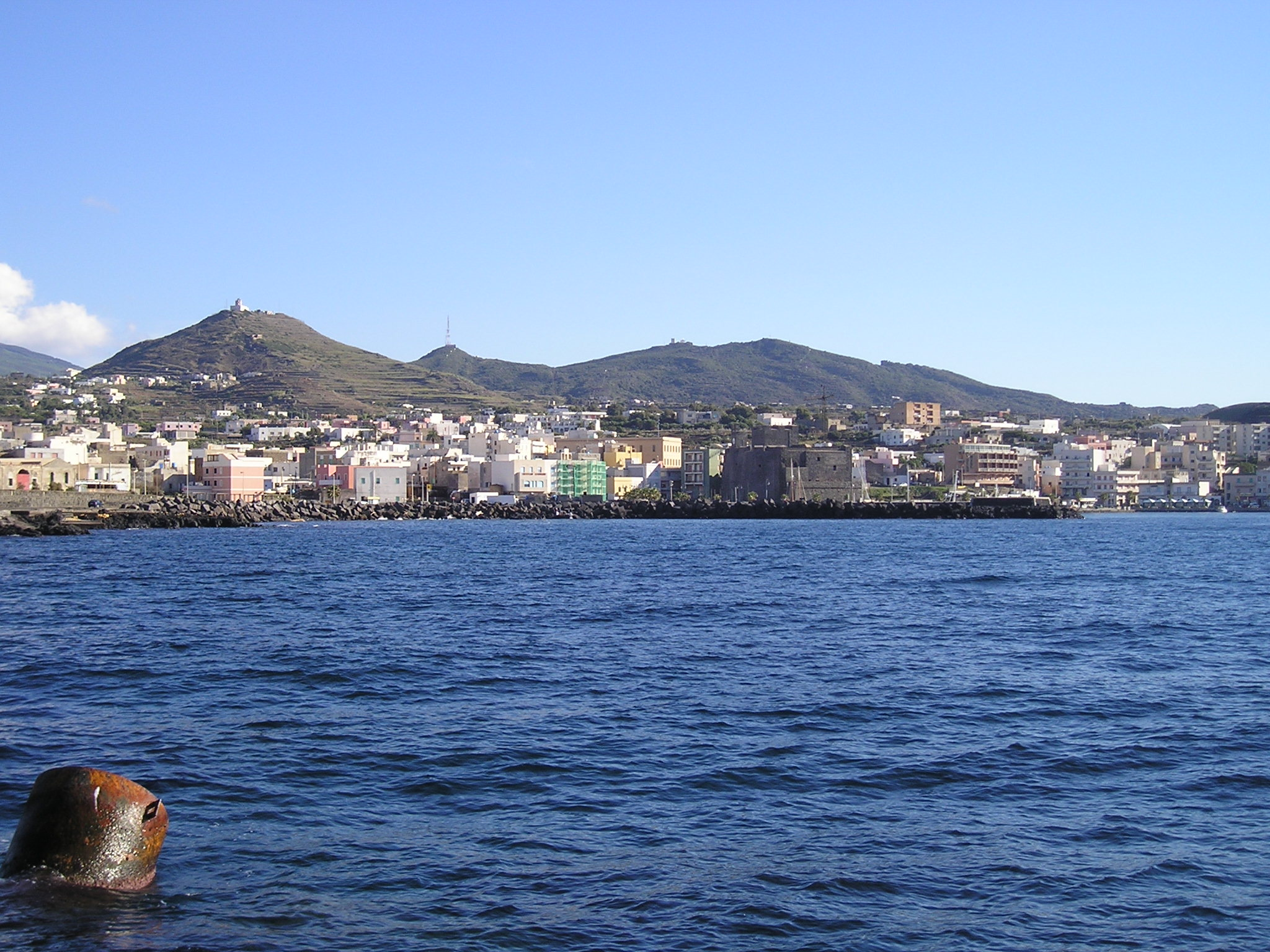

Щорічний фестиваль відбувається 16 жовтня. Покровитель — San Fortunato.

## Демографія
Населення за роками:

Станом на 1 січня 2023 року в муніципалітеті офіційно проживало 495 іноземців з 37 країн, серед них 281 громадянин країн Євросоюзу та 5 громадян України.

## Згадки у масовій культурі
- В альбомі репера Oxxxymiron «Красота и уродство» є пісня з однойменною назвою[5].